# Born to Do It
Albums de Craig David
Slicker Than Your Average
(2002)
Singles
1. Fill Me In
Sortie : 3 avril 2000
2. 7 Days
Sortie : 24 juillet 2000
3. Walking Away
Sortie : 31 octobre 2000
4. Rendezvous
Sortie : 19 mars 2001

Born to Do It  est le premier album de Craig David sorti le 14 août 2000 par Wildstar Records et en 2001 par Atlantic Records. Acclamé par la critique R'n'B, l'album s'est vendu à plus de 8 millions d'exemplaires dans le monde. Il a également été classé deuxième meilleur album de tous les temps grâce aux votes des internautes lors du sondage qu'avait fait MTV Base. Il s'agissait de voter pour le meilleur album depuis 1981 à la date du classement (2009). La première a été remportée par l'indétronable Michael Jackson. Cet album a été composé par Craig et Mark Hill des Artful Dodger. À sa sortie, l'album se hisse directement à la tête des charts UK ce qui fait de Craig le plus jeune artiste anglais à avoir vendu autant d'album.
Quatre singles sont issus de cet album, Fill Me In, 7 Days, Walking Away et Rendezvous.

## Liste  des pistes

### Autres versions
1. "Fill Me In" - 4:17
2. "Can't Be Messing Round'" - 3:54
3. "RendezVous" - 4:37
4. "7 Days" - 3:55
5. "Follow Me" - 4:02
6. "Last Night" - 4:32
7. "Walking Away" - 3:25
8. "Time to Party" - 4:05
9. "Booty Man" - 3:48
10. "Once in My Lifetime" - 3:31
11. "You Know What" - 3:35

### Version UK
1. "Fill Me In" - 4:17
2. "Can't Be Messing Round'" - 3:54
3. "RendezVous" - 4:37
4. "7 Days" - 3:55
5. "Follow Me" - 4:02
6. "Last Night" - 4:32
7. "Walking Away" - 3:25
8. "Time to Party" - 4:05
9. "Booty Man" - 3:48
10. "Once in My Lifetime" - 3:31
11. "You Know What" - 3:35
12. "Rewind" (Version UK) - 5:33

### Version US
1. "Fill Me In" - 4:17
2. "Can't Be Messing Round'" - 3:54
3. "RendezVous" - 4:37
4. "7 Days" - 3:55
5. "Follow Me" - 4:02
6. "Key to My Heart" - 4:13
7. "Fill Me In Part.2" - 4:13
8. "Last Night" - 4:32
9. "Walking Away" - 3:25
10. "Time to Party" - 4:05
11. "Booty Man" - 3:48
12. "Once in My Lifetime" - 3:31
13. "You Know What" - 3:35
14. "Rewind" - 5:33